# Ulla Sandborgh
Ulla Sandborgh, född 22 juni 1960, är en svensk civilingenjör som tidigare varit generaldirektör och VD.

## Biografi
Sandborgh var först marknadschef och senare generaldirektör för affärsverket Svenska kraftnät mellan den 1 mars 2017 och den 7 februari 2019.
I början av 2019 uppgav Dagens Nyheter att Sandborgh skulle ha givit en bekant ett konsultuppdrag i miljonklassen. Tidningen hävdade också att Sandborgh skulle ha gått regeringens ärenden då hon ville vänta med att informera om kommande höjning av elpriset till efter riksdagsvalet 2018. I tidningen ifrågasattes varför flera chefer hade anställts utan säkerhetsprövning och att IT-tekniker vid utländska företag på motsvarande sätt skulle ha fått obehörig tillgång till säkerhetskänsliga system av betydelse för Sveriges säkerhet.
I januari 2020 fick Sandborgh rollen att samordna frågor kring näringslivets vattenhushållning på Näringsdepartementet.  Den 30 september 2021 fick hon i uppgift att samordna kalk- och cementförsörjningsfrågor. Bakgrunden var risken för ett eventuellt driftstopp vid Cementas kalkstensbrott i Slite.
I juni 2022 lämnade Sandborgh Näringsdepartementet för en tjänst som verkställande direktör i företaget Jokkmokk Iron Mines AB, ett dotterbolag till Beowulf Mining. Hon lämnade VD-tjänsten på egen begäran 24 augusti 2023.

## Utmärkelser
- 2018: ledamot av Kungliga Ingenjörsvetenskapsakademin.